# Maryna Tumas
Maryna Tumas (biał.: Марына Тумас; ros.: Марина Тумас, Marina Tumas; ur. 17 września 1983 w Mińsku w ZSRR) – białoruska siatkarka, grająca jako atakująca. Obecnie występuje w drużynie Beşiktaş JK.

## Kluby
| Klub                 | Kraj        | Od        | Do        |
| Atłant Baranowicze   | Białoruś    | 2001–2002 | 2001–2002 |
| Dywanouszczyk Brześć | Białoruś    | 2002–2003 | 2002–2003 |
| Yeşilyurt Stambuł    | Turcja      | 2003–2004 | 2003–2004 |
| Sławianka Mińsk      | Białoruś    | 2004–2005 | 2005–2006 |
| Fenerbahçe           | Turcja      | 2006–2007 | 2008–2009 |
| Azerrail Baku        | Azerbejdżan | 2009–2010 | 2009–2010 |
| İller Bankası Ankara | Turcja      | 2010–2011 | 2012–2013 |
| Beşiktaş JK          | Turcja      | 2013–2014 | ...       |